# Mateo Mújica Urrestarazu
Mateo Mújica Urrestarazu  (Idiazabal, 21 de setembre de 1870 – Zarautz, 27 d'octubre de 1968) va ser un clergue basc, bisbe de Vitòria.

## Formació i carrera eclesiàstica
Es va formar en l'extinta Universitat d'Oñati i va ingressar al Seminari de Vitòria. Doctorat en Teologia a la Universitat de Salamanca, va donar suport a la difusió de la cultura basca a través de traduccions i nombrosos sermons. El 20 de maig de 1918 va ser consagrat bisbe d'El Burgo de Osma. El 1924 fou nomenat bisbe de Pamplona, i el 1928 bisbe de Vitòria – que abastava les províncies de Biscaia i Guipúscoa, fins que d'acord amb la butlla Quo Commodius del 2 de novembre de 1949 de Pius XII, el 1950 se separen de la diòcesi de Vitòria les diòcesis de Bilbao i Sant Sebastià.

## La II República i la Guerra Civil
Monàrquic, va ser contrari a la instauració de la Segona República, i el 1931 va ser expulsat d'Espanya, residint a Poitiers fins que va ser autoritzat a repatriar-se el 1933.
Després de la revolta, als carlistes i als militars insurgents els irritava l'actitud dels prelats de Vitòria i Pamplona. Es recordava que, durant la campanya electoral el bisbe Múgica, deia que ser nacionalista basc no era incompatible amb ser un bon catòlic. A la fi de juliol era titllat de rojoseparatista. Es va arribar a témer per la vida de Múgica, ja que els seus amics estaven convençuts que els militars planejaven assassinar-lo, per la qual raó l'arquebisbe de València, que estiuejava a Burgos, va intervenir davant les autoritats per neutralitzar aquesta acció. A la fi d'octubre, el nou govern de la dictadura militar de Franco a Burgos va sol·licitar l'expulsió de Múgica, i aquest va marxar a Roma.
El 6 d'agost —quan les notícies sobre les matances de religiosos a la zona republicana ja havien arribat a Àlaba (el bisbe de Lleida, Salvi Huix i Miralpeix, havia estat assassinat el 5 d'agost)— es llegeix des de la ràdio de Vitòria una carta pastoral conjunta dels bisbes de Pamplona (Marcelino Olaechea) i Vitòria. Aquesta carta, antecedent a la consideració del conflicte armat com croada, es refereix a la "col·laboració basco-comunista" i s'hi negava la licitud de "fraccionar les forces catòliques davant l'enemic comú", considerant enemic comú a "aquest monstre modern, el marxisme o comunisme, hidra de set caps, síntesis de tota heretgia" referint-se a la col·laboració dels nacionalistes bascos amb les forces republicanes.
No hi ha unanimitat quant a qui va ser el responsable últim de la redacció d'aquesta carta. Segons alguns autors, la carta pastoral conjunta va ser redactada pel cardenal primat Isidre Gomà i Tomàs, i haurien estat els mateixos Mateo Múgica i Marcelino Olaechea els que havien acudit a Gomà per sol·licitar-li que elaborés un document "en el qual es declarés la improcedència o il·licitud de la conducta del nacionalisme basc". Per a Gabriel Jackson, l'autor de la carta va ser únicament Gomà. Amb la idea d'evitar una lluita fratricida entre catòlics, el primat hauria insistit davant Múgica i Olaechea perquè redactessin la carta pastoral, condemnant l'oposició dels nacionalistes bascos a la revolta. Finalment la va redactar ell, enviant-la-hi als dos bisbes per a correccions. A Olaechea li va semblar molt forta, per la qual cosa va introduir alguns afegits i correccions. Múgica va voler consultar amb persones de la seva confiança de Bilbao abans d'aprovar la redacció de Gomà. Però la carta va ser llegida com a conjunta per la ràdio de Vitòria sense el beneplàcit de Múgica i sense les correccions i afegits d'Olaechea. Com a Bilbao es coneixien les circumstàncies d'aquesta carta, no va ser acceptada com una veritable pastoral, malgrat que Múgica declarés al setembre que no havia sofert cap pressió per a la seva redacció.
Poc després, el 10 de gener de 1937, el cardenal Gomà va citar dita pastoral sense reconèixer-la com a obra seva.

## Exili, renúncia forçosa i retorn
Va ser expulsat de la seva diòcesi i d'Espanya el 1936 per ordre del general Miguel Cabanellas Ferrer, president de la Junta de Defensa Nacional. Juntament amb els cardenals Vidal i Barraquer i Segura, es va negar a signar la Carta col·lectiva dels bisbes espanyols als bisbes del món sencer, que es va publicar l'1 de juliol de 1937 i va ser signada per 48 prelats, dels quals vuit eren arquebisbes, 35 bisbes i cinc vicaris capitulessis. Va ser obligat a renunciar a la seva diòcesi a canvi de la de Cinna i es va instal·lar a Iparralde. Va ser autoritzat a tornar a Espanya el 1947 establint-se en Zarautz, on va residir, cec, fins a la seva mort als 98 anys. Les seves restes reposen en la Catedral de Santa María de Vitòria.